# Lake View (Carolina do Sul)
Lake View é uma cidade  localizada no estado norte-americano de Carolina do Sul, no Condado de Dillon.

## Demografia
Segundo o censo norte-americano de 2000, a sua população era de 789 habitantes.
Em 2006, foi estimada uma população de 789, um aumento de 0 (0.0%).

## Geografia
De acordo com o United States Census Bureau tem uma área de
4,4 km², dos quais 4,4 km² cobertos por terra e 0,0 km² cobertos por água. Lake View localiza-se a aproximadamente 32 m acima do nível do mar.

## Localidades na vizinhança
O diagrama seguinte representa as localidades num raio de 20 km ao redor de Lake View.